# Siboglinum leucopleurum
Siboglinum leucopleurum é uma espécie de anelídeo pertencente à família Siboglinidae.
A autoridade científica da espécie é Flügel & Callsen-Cencic, tendo sido descrita no ano de 1993.
Trata-se de uma espécie presente no território português, incluindo a sua zona económica exclusiva.